# Tommy Tuberville
Thomas Hawley Tuberville (født d. 18. september 1954) er en amerikansk politiker, og tidligere amerikansk fodbold træner, som har været senator for delstaten Alabama siden 2021.

## Baggrund
Tuberville blev født den 18. september 1954 i Camden, Arkansas. Han har en bachelor i idræt og sundhed fra Southern Arkansas University.

## Amerikansk fodbold karriere

### Spillerkarriere
Tuberville spillede som safety for Southern Arkansas University mellem 1972-75.

### Trænerkarriere

#### Tidlige karriere
Tuberville fik sit første job hos Hermitage High School i Arkansas i 1976. Han var assistenttræner frem til 1978, hvor han blev førstholdstræner.
Han vendte tilbage til Southern Arkansas som assistenttræner mellem 1980-84.
I 1986 fik Tuberville nyt arbejde som assistenttræner hos University of Miami. I 1993 fik han en forfremning til defensive coordinator.

#### University of Mississippi
Tuberville fik sit første arbejde som førstholdstræner for et college hold i 1994, da han blev hyret som træner for University of Mississippi. Han blev i 1997 kåret som årets træner i Southeastern Conference (SEC).

#### Auburn University
I 1998 blev Tuberville træner for Auburn University i Alabama, og fortsatte i denne rolle i ti år. I sin tid hos Auburn vandt universitet den vestlige division af SEC 5 gange. I 2004 ledte Tuberville Auburn til SEC mesterskabet. På baggrund af dette vandt han sin anden årets træner pris.

#### Texas Tech University
Tuberville blev træner for Texas Tech på nytårsaften 2009. Han var træner for Texas Tech frem til 2012.

#### University of Cincinnati
Tuberville skiftede til University of Cincinnati i december 2012. Han var træner frem til 2016.

## Politiske karriere

### Senatet

#### Senatvalget i 2020
Tuberville flyttede tilbage til Alabama i 2018, med intentionen om at være kandidat til senatvalget i 2020. Det blev officelt annonceret i april 2019, at Tuberville være en republikansk kandidat i 2020.
Ved den republikanske nominering, afholdt den 3. marts 2020, fik Tuberville flest stemmer med 33,4%. Han gik hermed videre til den anden runde, hvor han mødte den tidligere justitsminister og senator Jeff Sessions. Ved den anden runde fik Tuberville støtte fra Præsident Donald Trump, hvilke var på baggrund af at Trump var utilfreds med at Sessions som justisminister, ikke havde støttet ham under efterforskningserne om Trumps mulige forbindelser til Ruslands indblandelse i præsidentvalget 2016. Tuberville vandt den republikanske nominering med 60,7% af stemmerne.
Ved senatvalget var Tuberville imod den siddende senator, demokraten Doug Jones. Tuberville vandt valget med 60,1% af stemmerne.

## Referener
1. 1 2  "Tommy Tuberville (2008)" Southern Arkansas University Hall of Fame. Hentet 13. oktober 2021.
2. 1 2  "About" Tommy for Senate. Hentet 13. oktober 2021.
3. ↑  Hale, David M. (10. oktober 2014) "Tommy Tuberville on Miami's glory years and current struggles" ESPN. Hentet 13. oktober 2021.
4. 1 2  "SEC Coach of the Year Winners" Sports Reference. Hentet 13. oktober 2021.
5. ↑  Henderson, Jeremy. (11. juli 2014) "The story behind the 2004 Auburn team’s national championship rings" The War Eagle Reader. Hentet 13. oktober 2021.
6. ↑  'Tommy Tuberville - Football Head Coach' Texas Tech University. Hentet 13. oktober 2021.
7. ↑  Groschen, Tom. (12. april 2016) "UC confirms Tuberville is leaving" Cincinnati.com. Hentet 13. oktober 2021.
8. ↑  Miller, Zeke. (6. april 2019). "Ex-Auburn football coach Tuberville to run for Ala. Senate" AP News. Hentet 13. oktober 2021.
9. ↑  Sharp, John. (8. juli 2020) "Trump says Sessions had his chance and “blew it”; urges him to exit Senate race after former AG defends his record" AL.com. Hentet 13. oktober 2021.
10. ↑  Haberman, Maggie. (10. marts 2020) "Trump Endorses Tommy Tuberville (and Not Jeff Sessions) for Senate in Alabama" New York Times. Hentet 13. oktober 2021.
11. ↑  Moore, Elena. (14. juli 2020) "Jeff Sessions Loses Comeback Bid For Alabama Senate Seat" NPR. Hentet 13. oktober 2021.
12. ↑  "Ex-Auburn coach Tuberville wins U.S. Senate seat" Reuters. 4. november 2020. Hentet 23. marts 2023.